# Aeródromo de La Peñita de Jaltemba
El Aeródromo de La Peñita de Jaltemba o Aeropista "El Llano" (Código OACI: MX85 – Código DGAC: LLF) era un pequeño aeropuerto ubicado al noreste de La Peñita de Jaltemba, Nayarit, operado por el ayuntamiento de Compostela. Contaba con una pista de aterrizaje de 1,097 metros de largo y 18 metros de ancho, además de una plataforma de aviación de 6,250 metros cuadrados (250m x 25m). Solo se usaba con propósitos de aviación general.